# 鄂西十大功劳
鄂西十大功劳（学名：Mahonia decipiens）为小檗科十大功劳属的植物，属常绿灌木，是中国的特有植物。分布在中国大陆的湖北等地，生长于海拔850米至1,500米的地区，一般生长在山坡林中或灌丛中阴湿处，目前尚未由人工引种栽培。